# ルー・ゲーリッグ賞
ルー・ゲーリッグ賞（ルー・ゲーリッグしょう、The Lou Gehrig Memorial Award）は、コロンビア大学のファイ・デルタ・シータ（φδθ）友愛会が、同校のOBで友愛会のメンバーでもあったルー・ゲーリッグに敬意を表して名前を冠したMLB公認の賞である。
1955年に設立されたこの賞は全現役選手が選考対象者となるが、人格者であったゲーリッグのように球場内外での優れた精神や人柄が選考ポイントとなる。歴代受賞者のレリーフはニューヨーク州クーパーズタウンにあるアメリカ野球殿堂博物館に飾られている。ルー・ゲーリッグ・スポーツ賞との混同に注意されたい。

## 歴代受賞者一覧
| 1950年代 | 1960年代 | 1970年代 | 1980年代 | 1990年代 | 2000年代 | 2010年代 |
| 年度 | 選手名                        | 守備     | チーム                                     |
| ---- | ----------------------------- | -------- | ------------------------------------------ |
| 1955 | アルヴィン・ダーク            | 遊撃手   | ニューヨーク・ジャイアンツ                 |
| 1956 | ピー・ウィー・リース          | 遊撃手   | ブルックリン・ドジャース                   |
| 1957 | スタン・ミュージアル          | 一塁手   | セントルイス・カージナルス                 |
| 1958 | ギル・マクドゥガルド (英語版) | 二塁手   | ニューヨーク・ヤンキース                   |
| 1959 | ギル・ホッジス                | 一塁手   | ロサンゼルス・ドジャース                   |
| 1960 | ディック・グロート            | 遊撃手   | ピッツバーグ・パイレーツ                   |
| 1961 | ウォーレン・スパーン          | 投手     | ミルウォーキー・ブレーブス                 |
| 1962 | ロビン・ロバーツ              | 投手     | フィラデルフィア・フィリーズ               |
| 1963 | ボビー・リチャードソン        | 二塁手   | ニューヨーク・ヤンキース                   |
| 1964 | ケン・ボイヤー                | 三塁手   | セントルイス・カージナルス                 |
| 1965 | バーノン・ロー                | 投手     | ピッツバーグ・パイレーツ                   |
| 1966 | ブルックス・ロビンソン        | 三塁手   | ボルチモア・オリオールズ                   |
| 1967 | アーニー・バンクス            | 一塁手   | シカゴ・カブス                             |
| 1968 | アル・ケーライン              | 右翼手   | デトロイト・タイガース                     |
| 1969 | ピート・ローズ                | 右翼手   | シンシナティ・レッズ                       |
| 1970 | ハンク・アーロン              | 右翼手   | アトランタ・ブレーブス                     |
| 1971 | ハーモン・キルブリュー        | 一塁手   | ミネソタ・ツインズ                         |
| 1972 | ウェス・パーカー              | 一塁手   | ロサンゼルス・ドジャース                   |
| 1973 | ロン・サント                  | 三塁手   | シカゴ・カブス                             |
| 1974 | ウィリー・スタージェル        | 左翼手   | ピッツバーグ・パイレーツ                   |
| 1975 | ジョニー・ベンチ              | 捕手     | シンシナティ・レッズ                       |
| 1976 | ドン・サットン                | 投手     | ロサンゼルス・ドジャース                   |
| 1977 | ルー・ブロック                | 左翼手   | セントルイス・カージナルス                 |
| 1978 | ドン・ケッシンジャー          | 遊撃手   | シカゴ・ホワイトソックス                   |
| 1979 | フィル・ニークロ              | 投手     | アトランタ・ブレーブス                     |
| 1980 | トニー・ペレス                | 一塁手   | ボストン・レッドソックス                   |
| 1981 | トミー・ジョン                | 投手     | ニューヨーク・ヤンキース                   |
| 1982 | ロン・セイ                    | 三塁手   | ロサンゼルス・ドジャース                   |
| 1983 | マイク・シュミット            | 三塁手   | フィラデルフィア・フィリーズ               |
| 1984 | スティーブ・ガービー          | 一塁手   | サンディエゴ・パドレス                     |
| 1985 | デール・マーフィー            | 中堅手   | アトランタ・ブレーブス                     |
| 1986 | ジョージ・ブレット            | 三塁手   | カンザスシティ・ロイヤルズ                 |
| 1987 | リック・サトクリフ            | 投手     | シカゴ・カブス                             |
| 1988 | バディ・ベル                  | 三塁手   | ヒューストン・アストロズ                   |
| 1989 | オジー・スミス                | 遊撃手   | セントルイス・カージナルス                 |
| 1990 | グレン・デービス              | 一塁手   | ヒューストン・アストロズ                   |
| 1991 | ケント・ハーベック            | 一塁手   | ミネソタ・ツインズ                         |
| 1992 | カル・リプケン・ジュニア      | 遊撃手   | ボルチモア・オリオールズ                   |
| 1993 | ドン・マティングリー          | 一塁手   | ニューヨーク・ヤンキース                   |
| 1994 | バリー・ラーキン              | 遊撃手   | シンシナティ・レッズ                       |
| 1995 | カート・シリング              | 投手     | フィラデルフィア・フィリーズ               |
| 1996 | ブレット・バトラー            | 中堅手   | ロサンゼルス・ドジャース                   |
| 1997 | ポール・モリター              | 指名打者 | ミネソタ・ツインズ                         |
| 1998 | トニー・グウィン              | 右翼手   | サンディエゴ・パドレス                     |
| 1999 | マーク・マグワイア            | 一塁手   | セントルイス・カージナルス                 |
| 2000 | トッド・ストットルマイヤー    | 投手     | アリゾナ・ダイヤモンドバックス             |
| 2001 | ジョン・フランコ              | 投手     | ニューヨーク・メッツ                       |
| 2002 | ダニー・グレーブス            | 投手     | シンシナティ・レッズ                       |
| 2003 | ジェイミー・モイヤー          | 投手     | シアトル・マリナーズ                       |
| 2004 | ジム・トーミ                  | 一塁手   | フィラデルフィア・フィリーズ               |
| 2005 | ジョン・スモルツ              | 投手     | アトランタ・ブレーブス                     |
| 2006 | トレバー・ホフマン            | 投手     | サンディエゴ・パドレス                     |
| 2007 | マイク・ティムリン            | 投手     | ボストン・レッドソックス                   |
| 2008 | シェーン・ビクトリーノ        | 中堅手   | フィラデルフィア・フィリーズ               |
| 2009 | アルバート・プホルス          | 一塁手   | セントルイス・カージナルス                 |
| 2010 | デレク・ジーター              | 遊撃手   | ニューヨーク・ヤンキース                   |
| 2011 | ライアン・ジマーマン          | 三塁手   | ワシントン・ナショナルズ                   |
| 2012 | バリー・ジト                  | 投手     | サンフランシスコ・ジャイアンツ             |
| 2013 | ジョシュ・ハミルトン          | 左翼手   | ロサンゼルス・エンゼルス・オブ・アナハイム |
| 2014 | エイドリアン・ベルトレ        | 三塁手   | テキサス・レンジャーズ                     |
| 2015 | カーティス・グランダーソン    | 外野手   | ニューヨーク・メッツ                       |
| 2016 | ホセ・アルトゥーベ            | 二塁手   | ヒューストン・アストロズ                   |
| 2017 | ジョーイ・ボット              | 一塁手   | シンシナティ・レッズ                       |
| 2018 | コーリー・クルーバー          | 投手     | クリーブランド・インディアンス             |
| 2019 | バスター・ポージー            | 捕手     | サンフランシスコ・ジャイアンツ             |
| 2020 | スティーブン・ピスコッティ    | 右翼手   | オークランド・アスレチックス               |
| 2021 | サルバドール・ペレス          | 捕手     | カンザスシティ・ロイヤルズ                 |
| 2022 | ブランドン・クロフォード      | 捕手     | サンフランシスコ・ジャイアンツ             |
| 2023 | ポール・ゴールドシュミット    | 一塁手   | セントルイス・カージナルス                 |